# Rebatida tripla
No beisebol, uma rebatida tripla (triple) é o ato do batedor chegar salvo à terceira base por rebater a bola e alcançar a terceira com segurança, sem nem o benefício de um erro do defensor nem outro corredor sendo eliminado numa escolha do defensor.
Devido a uma rebatida apenas contar como tripla sem um erro de defesa ou uma escolha do defensor, triplas se tornaram um tanto que pouco habituais na Major League Baseball. Ela muitas vezes requer uma rebatida para uma parte não ocupada do gramado (como numa rebatida para o campo oposto) ou que a bola quique de maneira incomum no campo externo. Também exige que o batedor seja capaz de acertar a bola solidamente e correr rapidamente. Essa combinação de potência e velocidade é insólita, e junto a tendência atual de estádios terem campos externos menores (para aumentar o número de home runs) , tem assegurado que os líderes em triplas na carreira e por temporada consistam, na maioria, de jogadores mais antigos.
Por sua singularidade, uma tripla é considerada uma das jogadas mais empolgantes do beisebol.
Triplas eram muito mais comuns na Era da Bola Morta.